# Carles Mundó
Carles Mundó i Blanch, né le 3 mars 1976 à Vic en Catalogne, est un homme politique catalan.
Membre d'Esquerra Republicana de Catalunya (ERC), il est conseiller municipal de Gurb entre 1999 et 2015, et tête de liste aux élections municipales de 2003 et 2007. Il exerce plusieurs fonctions à responsabilité dans les deux gouvernements tripartites : il est chef de cabinet du département de l'éducation entre 2003 et 2006, chef de cabinet du département de la culture entre 2006 et 2008, puis secrétaire aux médias de communication et président de l'Agència Catalana de Notícies (ACN) entre 2008 et 2011. Il est avocat de profession, et membre fondateur de l'association de professionnels du droit contre la catalanophobie Drets en 2014. En 2016, il est nommé conseiller à la justice dans le gouvernement de Carles Puigdemont.

## Biographie

### Formation et carrière professionnelle
Carles Mundó i Blanch est né le 3 mars 1976 à Vic, dans la comarque d'Osona, en Catalogne. Il est issu d'une famille d'agriculteurs de Gurb, un village de 2650 habitants situé près de Vic, où il a grandi. Son père était producteur de lait.
Il obtient une licence de droit de l'université Pompeu Fabra (UPF) en 1998, puis un master de droit de l'urbanisme et de la construction de la même université. Pendant ses études, il milite au Bloc d'Estudiants Independentistes (ca) (BEI), où il rencontre les futurs dirigeants d'Esquerra Republicana de Catalunya (ERC) Marta Rovira et Sergi Sabrià (ca).
Avocat de profession, il commence sa carrière en 1998 dans le cabinet de Joan Ridao. Celui-ci se consacre davantage à son mandat de député au Parlement de Catalogne pour ERC, ce qui permet à Carles Mundó d'accéder rapidement à des responsabilités importantes. En 2006, il est recruté par le cabinet Vallbé, où il exerce comme avocat spécialisé en droit civil.
Il est également membre du Consell Interuniversitari de Catalunya, du conseil social de l'université de Barcelone, du conseil social de l'université Pompeu Fabra, où il préside la commission académique, de l'Observatori del Dret Privat de Catalunya, du Consell Nacional de la Joventut de Catalunya (ca) et du Consell Social de la Llengua Catalana (ca).

### Conseiller municipal de Gurb
Carles Mundó est conseiller municipal à la culture, au logement et à l'enseignement de Gurb entre 1999 et 2015. À cette fonction, il conduit la création des premiers logements de protection officielle (es), la création d'une école de musique, l'édition d'un livre sur l'histoire du village, le projet d'extension de l'école, et des politiques d'aides aux personnes âgées et de dynamisation culturelle.
Lors des élections municipales de 2003, il est tête de liste d'Esquerra Republicana de Catalunya (ERC). Il obtient des résultats favorables avec 41 % des voix et quatre conseillers municipaux, derrière Convergence et Union (CiU) qui obtient 52 % des voix et cinq conseillers. Il est à nouveau tête de liste lors des élections municipales de 2007.
Aux élections municipales du 22 mai 2011, il présente un tandem électoral avec Pere Molist, qui est la tête de liste. ERC présente une liste renouvelée avec de nombreux candidats indépendants, et un programme électoral élaboré après une consultation des habitants.

### Haut responsable dans les gouvernements tripartites
Carles Mundó exerce des fonctions à responsabilité dans les deux gouvernements tripartites successifs.
En décembre 2003, à l'âge de vingt-sept ans, il est nommé chef de cabinet du département de l'éducation après la formation du gouvernement de Pasqual Maragall. Il exerce cette fonction auprès du conseiller Josep Bargalló (ca) puis de la conseillère Marta Cid (ca), tous deux d'Esquerra Republicana de Catalunya (ERC), jusqu'à l'expulsion d'ERC du gouvernement en mai 2006.
En décembre 2006, après la formation du gouvernement de José Montilla, il est nommé chef de cabinet du département de la culture, auprès du conseiller Joan Manuel Tresserras (ca).
En janvier 2008, il devient secrétaire aux médias de communication, pour succéder à Albert Sáez (ca), qui a été nommé président de la Corporació Catalana de Mitjans Audiovisuals (CCMA). Il est également président de l'Agència Catalana de Notícies (ACN). Il est démis de ses fonctions en janvier 2011 après la victoire électorale de Convergence et Union (CiU) et la formation du nouveau gouvernement d'Artur Mas, et remplacé par Josep Martí i Blanch.
Au sein d'Esquerra Republicana de Catalunya (ERC), il fait partie des soutiens du président Josep-Lluís Carod-Rovira. Après le congrès de 2008, qui a vu la défaite du président sortant et la victoire de son rival Joan Puigcercós (ca), il fait partie, avec Enric Aloy, Marina Llansana (ca) et Lluís Salvadó, des quatre partisans de Carod-Rovira qui entrent à la direction du parti en juillet 2009, dans le cadre d'une politique de réconciliation interne. Il est nommé secrétaire à la culture, à la langue et à l'audiovisuel, succédant à Marta Rovira, qui reste membre de la direction en tant que secrétaire générale à la politique européenne, l'international et la coopération. Il fait ensuite partie des seize membres du comité stratégique de Joan Puigcercós (ca) qui préparent la campagne pour les élections au Parlement de Catalogne de 2010. En 2011, il préside l'organe chargé d'organiser les élections internes lors du congrès d'ERC.

### Membre fondateur de l'association Drets
En 2014, Carles Mundó est membre fondateur de l'association Drets, créée par une douzaine de professionnels du droit pour dénoncer devant les tribunaux les délits de catalanophobie. L'association engage notamment des recours contre l'exprésident de Societat Civil Catalana, Josep Ramon Bosch, pour des menaces envers des personnes favorables au droit à l'autodétermination sur Facebook, contre l'UEFA pour l'interdiction des estelades lors de rencontres de football, ou encore contre les auteurs des messages à contenu catalanophobe publiés sur Twitter.

### Conseiller à la justice
En janvier 2016, Carles Mundó est nommé conseiller à la justice dans le gouvernement de Carles Puigdemont. Âgé de trente-neuf ans, il est l'un des plus jeunes membres de l'exécutif, avec la conseillère à l'enseignement, Meritxell Ruiz, mais il a déjà une expérience du gouvernement du fait de ses fonctions sous les gouvernements tripartites. Il succède à Germà Gordó (ca), qui était un proche du président Artur Mas. Il fait partie des personnes de confiance du vice-président Oriol Junqueras. Il a pour objectifs de rompre avec l'image terne et bureaucratique du ministère de la justice, d'affirmer son rôle social, et de donner de la visibilité à son action. Il est responsable de la sécurité juridique du processus indépendantiste catalan, en supervisant le développement législatif de la transition nationale. Ses principaux projets sont l'adoption du dernier livre du Code civil, la régulation des testaments numériques et du droit de vote des personnes frappées d'incapacité,.
Son action est caractérisée par une certaine rénovation du département de la justice. Alors que ses prédécesseurs gouvernaient avec discrétion, le conseiller Carles Mundó fait entrer les sujets de son ministère dans le débat politique. Il conduit également la modernisation du département, notamment sur le plan technologique.
En février 2016, le conseil exécutif adopte le projet de loi sur le livre sixième du Code civil, proposé par le conseiller Carles Mundó, qui achève la codification du droit civil catalan et remplace le droit espagnol. La loi est adoptée par le Parlement en février 2017. Sur proposition du conseiller Carles Mundó, elle réforme également le livre deuxième du Code civil pour protéger le droit de vote des personnes frappées d'incapacité : lors d'une procédure judiciaire d'incapacité, le juge doit se prononcer sur le droit de vote de la personne, au lieu que la déclaration d'incapacité (ca) n'entraîne automatiquement la perte de ses droits civiques.
En janvier 2017, l'annonce de la poursuite du projet de fermeture de la prison Model de Barcelone suscite une polémique dans les médias, après que les syndicats du personnel de la prison s'y sont opposés.
Il entre en prison le 2 novembre 2017 après avoir déclaré devant l'Audience nationale le matin, accusé des délits de rébellion, sédition et malversation de fonds publics. Libéré sous caution le 4 décembre suivant par le Tribunal suprême, il est candidat en cinquième position sur la liste présentée par ERC dans la circonscription de Barcelone lors des élections au Parlement de Catalogne du 21 décembre. Élu député pour la première fois, il est considéré comme un potentiel candidat au poste de président du Parlement ou de la Généralité dans les cas où ni Carme Forcadell ni Carles Puigdemont ne sont investis. Le 9 janvier 2018, il annonce qu'il abandonne son mandat et reprend ses activités professionnelles dans l'avocature pour des « raisons personnelles ». Il est remplacé par l'ancien secrétaire général des jeunesses d'ERC Gerard Gómez del Moral.

### Condamnation
Le 14 octobre 2019, il est condamné par le Tribunal suprême à une amende de 60.000 euros pour désobéissance, assortie d'un an et 8 mois d'inéligibilité.